# پارمنیون

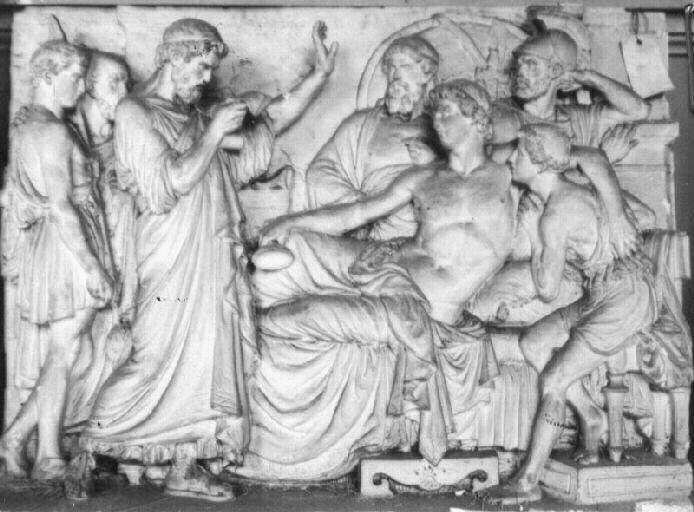
نگاره ای از پارمنیون

پارمنیون(به یونانی: Παρμενίων)(زادهٔ پیرامون ۴۰۰ پیش از میلاد- مرگ ۳۳۰ پیش از میلاد) جنگ‌سالار مقدونی بود که به فیلیپ دوم مقدونی و پسرش اسکندر خدمت می‌کرد.
او در یونان زاده‌شد و در اکباتان مرد. وی از بزرگ‌زادگان مقدونی بود. در زمان پادشاهی فیلیپ پارمنیون توانست پیروزی ارزشمندی را در برابر ایلیریایی‌ها به دست آورد. در سال ۳۴۶ پیش از میلاد او با هیئتی برای آشتی با آتن گسیل‌شد. در ۳۴۲ پیش از میلاد با لشکریانی برای گسترش چیرگی مقدونیه به اوبه رفت.
فیلیپ و پسرش هر دو به او اطمینان داشتند. وی در لشکرکشی اسکندر به آسیا همراه او بود و در جنگ با ایرانیان اندرزگر اسکندر بود. با گشودن ایران پارمنیون در ماد ماند. پس از فتح زرنگ به اسکندر خبر دادند که فیلوتاس پسر پارمنیون برای کشتن اسکندر نقشه‌ای طرح کرده‌است. فیلوتاس به مرگ محکوم شد ولی اسکندر از پدر او اندیشناک شد، پس برای رفع خطر چند تن را برکشتن پارمنیون به ماد فرستاد. کشندگانِ وی را با سرعت به ماد رساندند تا پارمنیون از آنچه گذشته آگاهی نیابد و آنگاه که بر او دست یازیدند وی را با خنجر کشتند.